# Myrmica rugifrons
Myrmica rugifrons är en myrart som beskrevs av Smith 1858. Myrmica rugifrons ingår i släktet rödmyror, och familjen myror. Inga underarter finns listade i Catalogue of Life.